# Libnotes (Libnotes) perrara
Libnotes (Libnotes) perrara is een tweevleugelige uit de familie steltmuggen (Limoniidae). De soort komt voor in het Oriëntaals gebied.